# Mégrit
Mégrit (bretonisch: Megrid) ist eine französische Gemeinde mit 809 Einwohnern (Stand 1. Januar 2022) im Département Côtes-d’Armor in der Region Bretagne. Sie gehört zum Arrondissement Dinan und zum Kanton Broons. Die Bewohner nennen sich Mégritiens/Mégritiennes.

## Geografie
Mégrit liegt etwa 51 Kilometer nordwestlich von Rennes und 35 Kilometer südwestlich von Saint-Malo im Osten des Départements Côtes-d’Armor.

## Geschichte
Die Gemeinde gehörte von 1793 bis 1801 zum District Broons. Zudem war sie von 1793 bis 1801 Teil des Kantons Megrit und ist seit 1801 Teil des Kantons Broons. Seit 1801 ist Mégrit verwaltungstechnisch Teil des Arrondissements Dinan. Erste namentliche Erwähnung von Mégrit als Miguerit um 1108/1110 in einem Schreiben der Priorei von Jugon.

## Bevölkerungsentwicklung
| Jahr                       | 1793 | 1831 | 1836 | 1876 | 1891 | 1962 | 1968 | 1975 | 1982 | 1990 | 1999 | 2006 | 2012 |
| Einwohner                  | 1459 | 1623 | 1314 | 1364 | 1493 | 827  | 776  | 721  | 702  | 654  | 645  | 692  | 786  |
| Quellen: Cassini und INSEE |      |      |      |      |      |      |      |      |      |      |      |      |      |

Die zunehmende Mechanisierung der Landwirtschaft und die hohe Anzahl Gefallener des Ersten Weltkriegs führten zu einem Absinken der Einwohnerzahlen bis auf die Tiefststände in neuerer Zeit.

## Sehenswürdigkeiten
Siehe auch: Liste der Monuments historiques in Mégrit
Zu den örtlichen Sehenswürdigkeiten gehören:
- Dorfkirche Saint-Pierre-et-Saint-Paul aus dem 14. Jahrhundert (1784 und 1823 restauriert)
- zahlreiche Herrenhäuser: Manoir de Bonan/Bonnan (17. Jahrhundert), Manoir de Kergu (18. Jahrhundert), Manoir des Clos (17. Jahrhundert), Manoir du Val-Martel (16. Jahrhundert), Manoir du Plassis (17. Jahrhundert), Manoir du Pingy und Manoir du Francoeur (1691/1771)
- das Pfarrhaus in der route de Jugon (18./19. Jahrhundert)
- Maison du notaire in Quesny aus dem 17. Jahrhundert
- altes Haus aus dem Jahr 1775 in Francoeur
- Kalvarienberg von Saint-Maudan (17. Jahrhundert)
- zahlreiche Wegkreuze und Kreuze (darunter Croix de Leumé aus dem 15. Jahrhundert und Croix verte in Kergu aus dem Mittelalter)
- Stele von Guinamant für Yves Guinamant
- Steinbruch von Le Chêne-Marqué
- Denkmal für die Gefallenen[2]

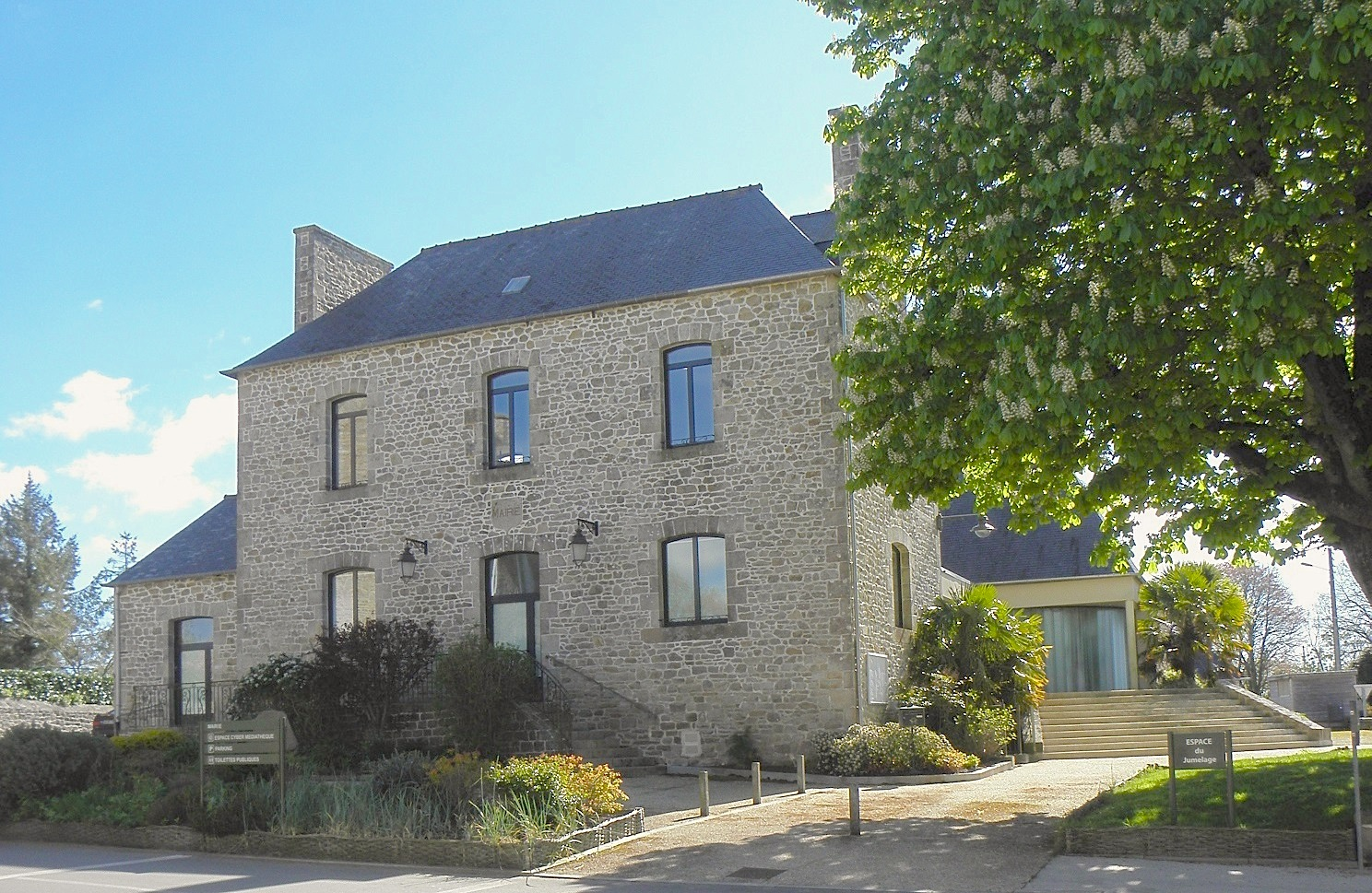
Mairie (Rathaus) von Mégrit
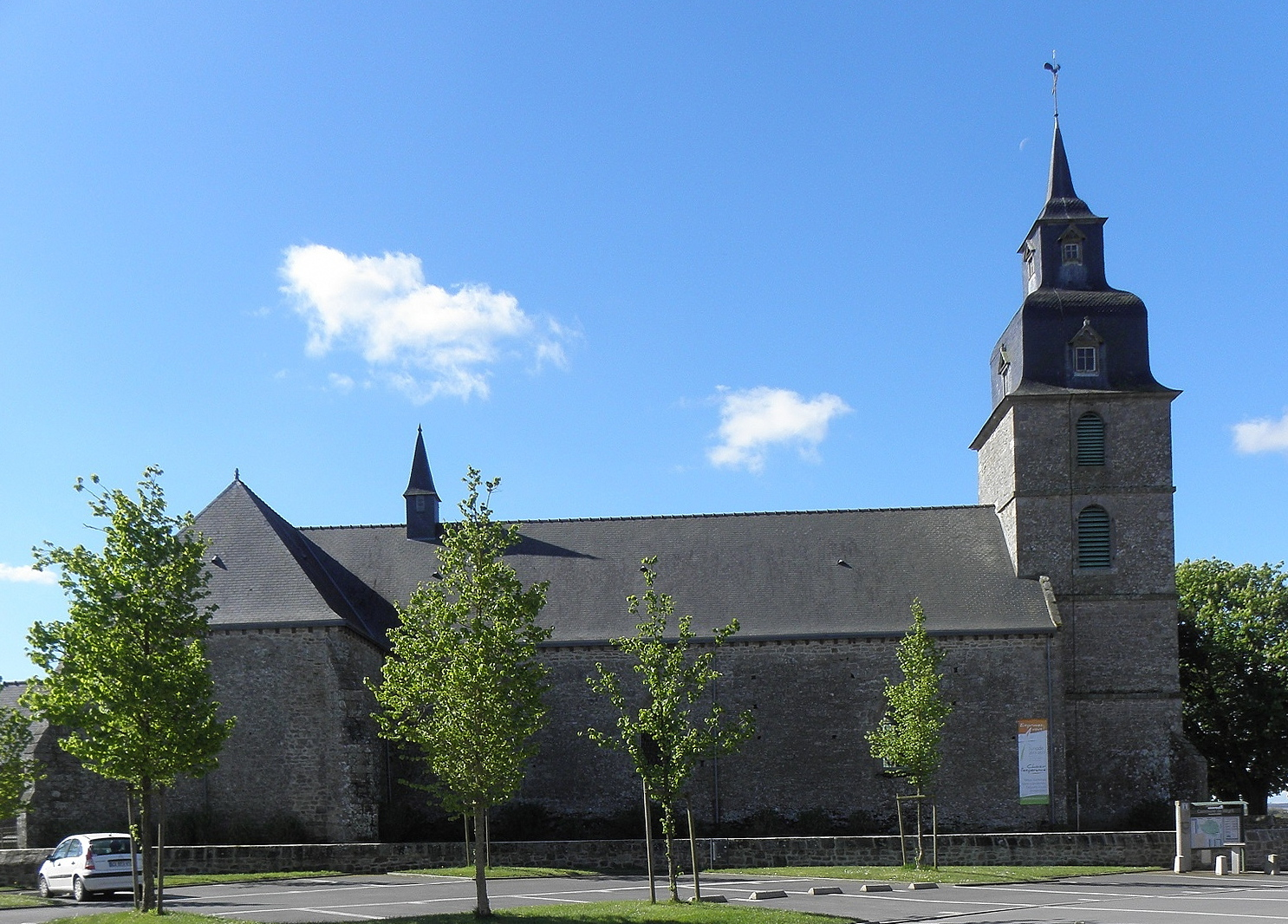
Dorfkirche Saint-Pierre-et-Saint-Paul
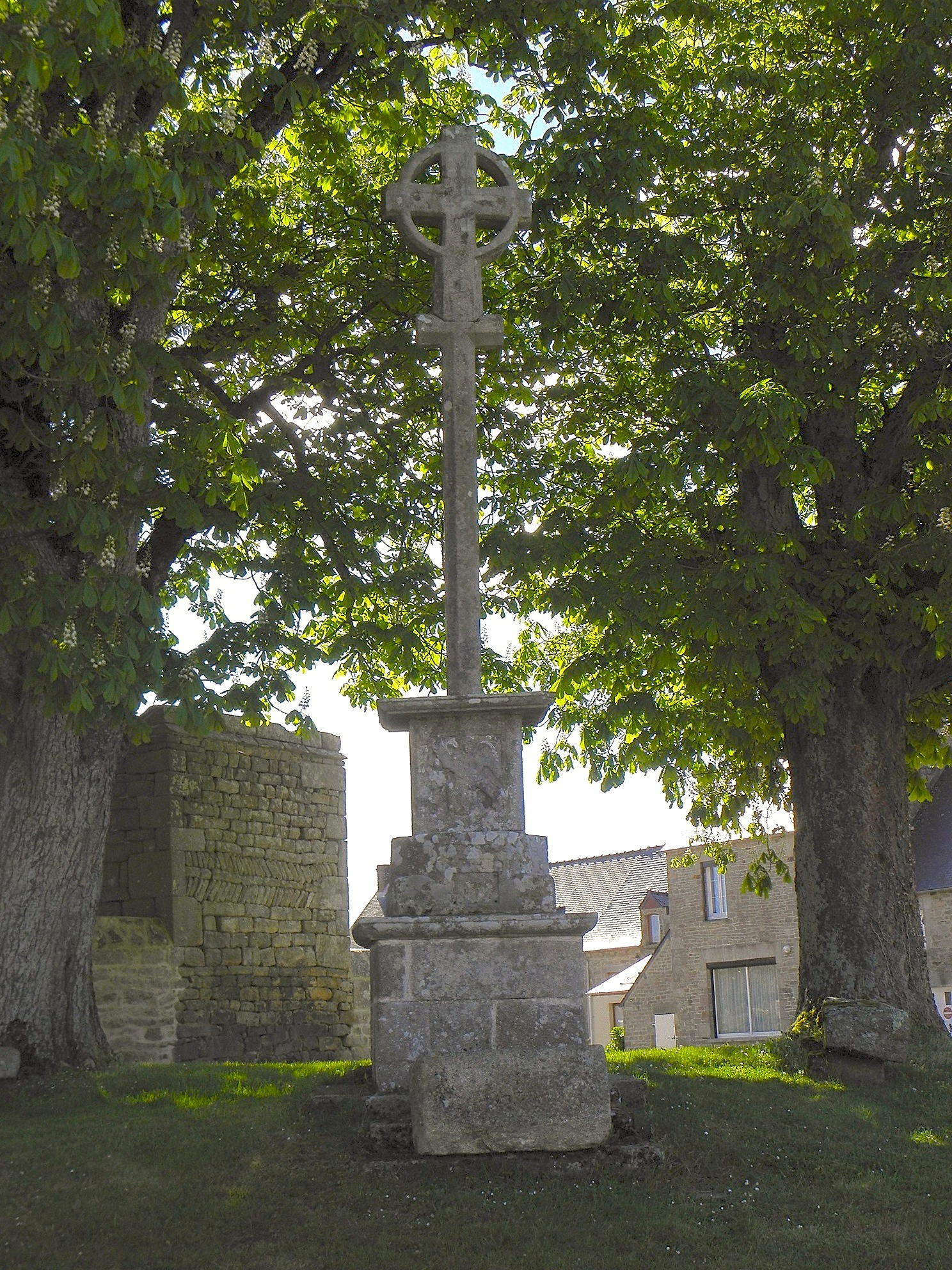
Kalvarienberg von Mégrit
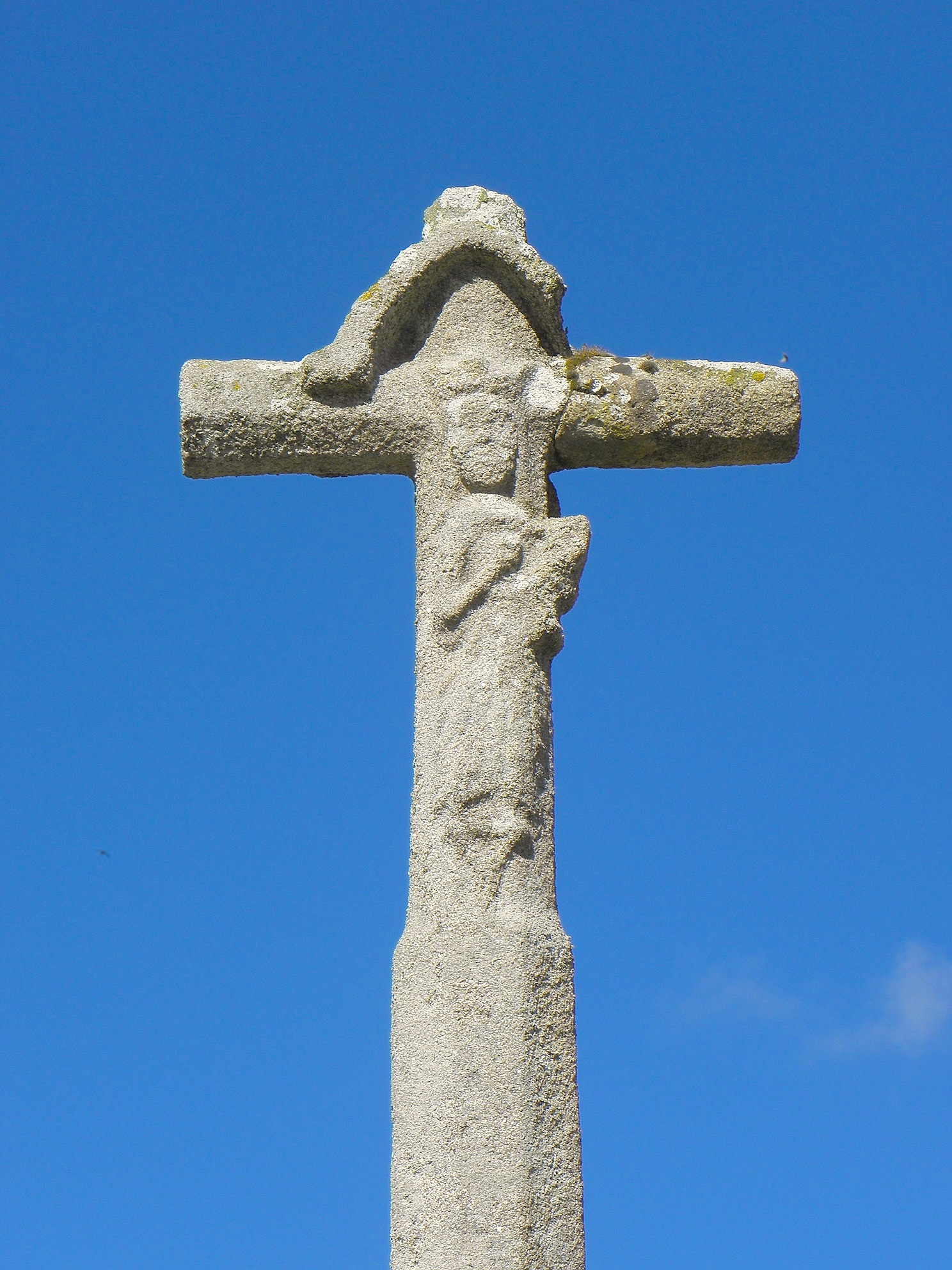
Kreuz auf dem Dorffriedhof
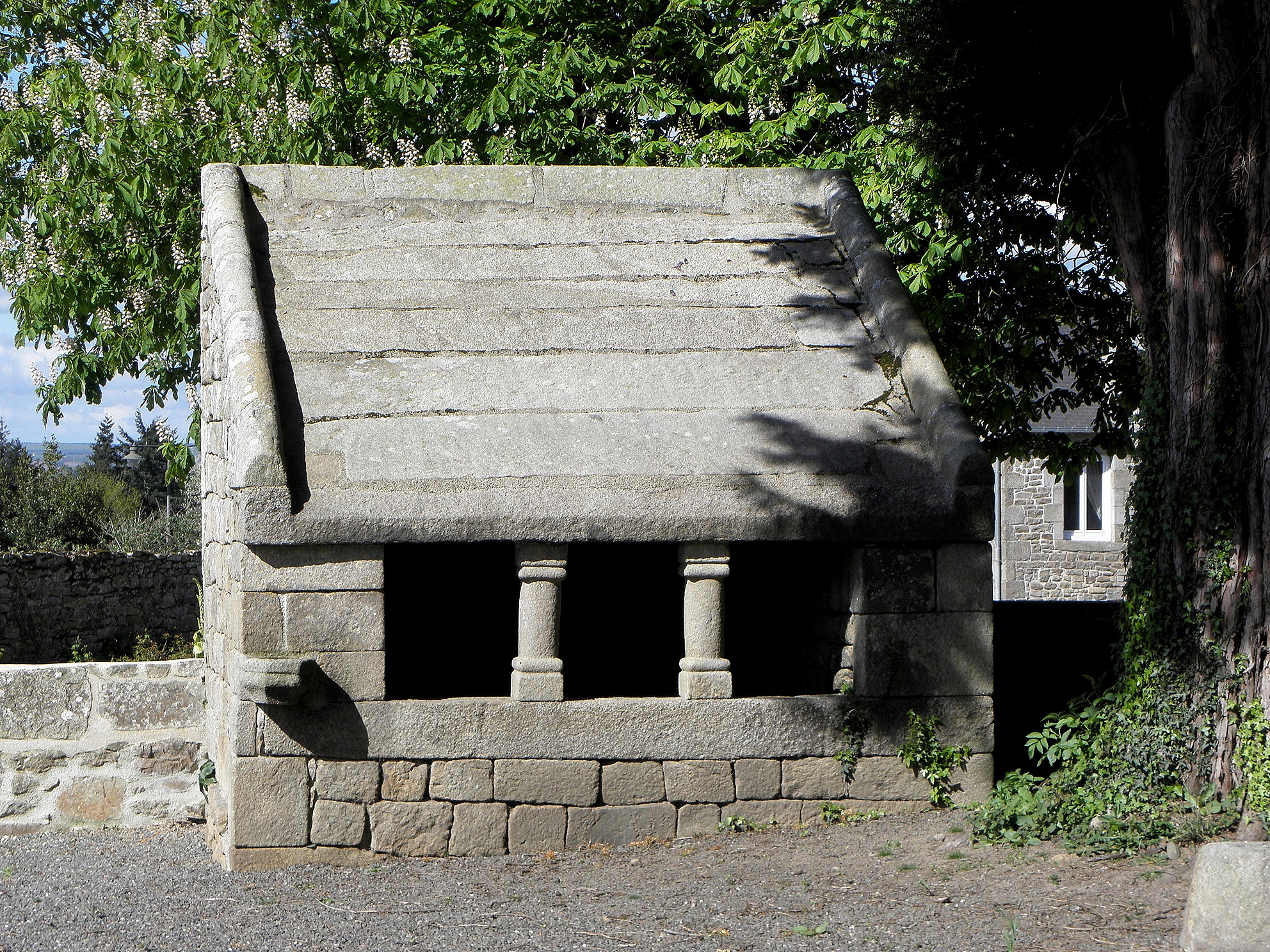
Beinhaus von Mégrit
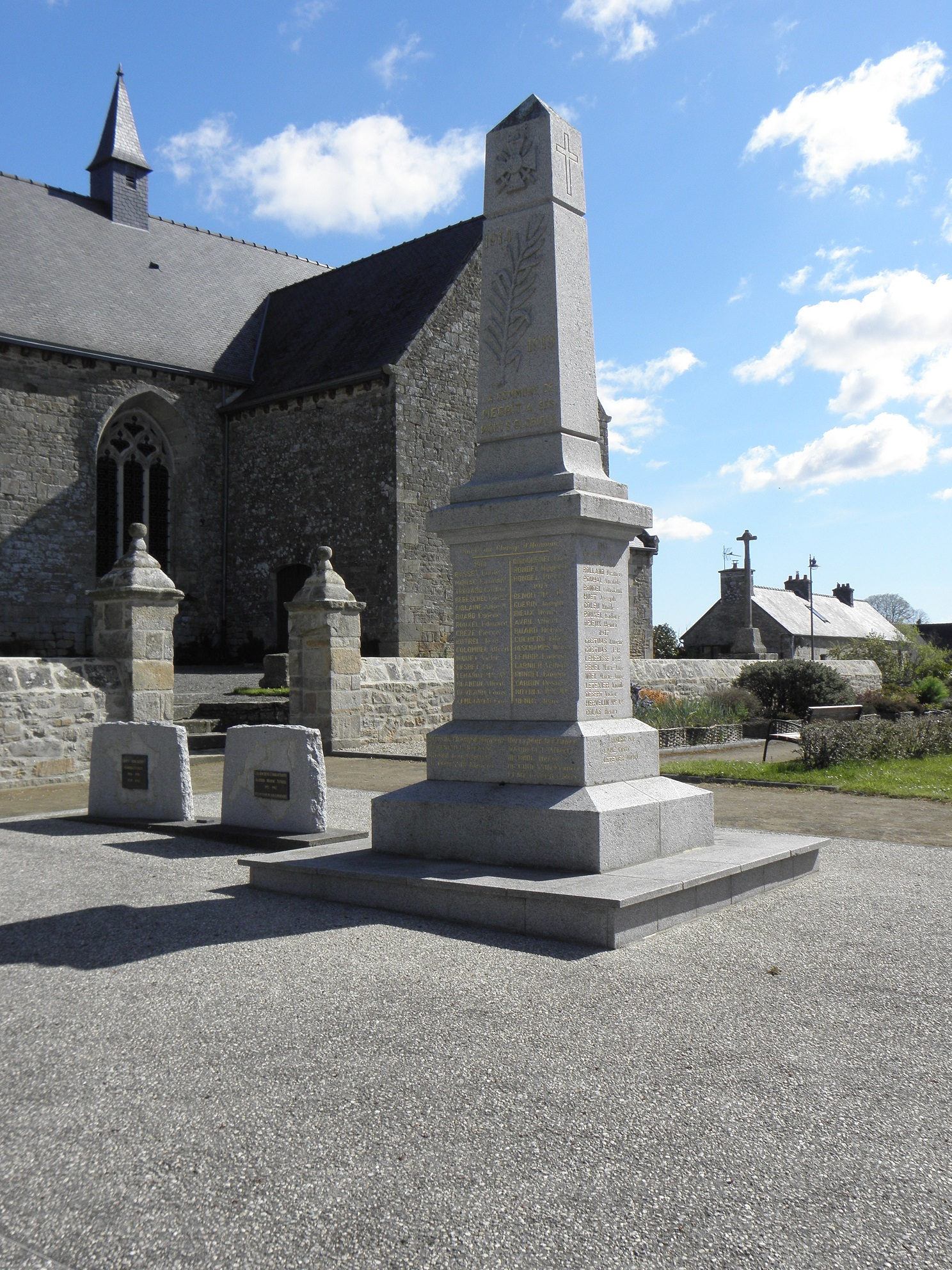
Denkmal für die Gefallenen